# Extensible Messaging and Presence Protocol
Extensible Messaging and Presence Protocol (XMPP) (старо име Jabber) (джабер) е протокол за моментни съобщения и съобщения за състояние, оформен като свободен стандарт, базиран на XML. По данни на Jabber Software Foundation основан на XMPP софтуер е инсталиран на хиляди сървъри в Интернет и се използва от над десет милиона души по цял свят. Протоколът е проектиран с възможности за разширение, очаква се добавяне на възможности за Voice over IP и прехвърляне на файлове.

## История
Джереми Милър (Jeremie Miller) започва Jabber проекта през 1998 г.; първата общодостъпна версия е анонсирана през месец май 2000 г. Основният продукт на работата по проекта е jabberd – сървър, към който се свързват XMPP клиентите, и който използват за осъществяване на разговорите. Този сървър може да изгражда както частни XMPP мрежи (например зад защитна стена), така и да е част от общата публична XMPP мрежа. Ключовите характеристики на XMPP са разпределения модел на системата за предаване на съобщения (т.е. без единствен централен сървър); и използването на XML-базирани потоци.
Основните спецификации на протокола Jabber, които днес се управляват от Jabber Software Foundation, бяха утвърдени от IETF като стандарт с име XMPP и стандартизирани през RFC 3920. Когато става дума за стандартен протокол за моментни съобщения и съобщения за състояние XMPP често се посочва като конкурентен стандарт на SIMPLE, който е основан на протокола SIP. Но дизайнът на XMPP все пак цели осигуряването на по-общи и независими от приложенията инструменти.
През 2007 г., Jabber Software Foundation (JSF) сега е XMPP Standards Foundation (XSF).

## Връзка с други протоколи
Уникална характеристика на XMPP системите са транспортерите, известни също и като шлюзове (gateways), които позволяват на потребителите да осъществяват комуникация с IM мрежи, основани на други протоколи – AIM и ICQ (през протокола OSCAR), MSN Messenger и Windows Messenger (през услугата .NET Messenger Service), SMS, E-mail или IRC. За разлика от многопротоколните клиенти като Trillian или Pidgin, XMPP осигурява този достъп на сървърно ниво, през нарочни услуги-шлюзове на отдалечената сървърна машина.
Всеки XMPP потребител може да се „запише“ за някоя от тези услуги, предоставяйки нужните данни за влизане в чуждата мрежа (най-често име или номер и парола) и може да общува с потребители на тези мрежи все едно са XMPP потребители. Това означава, че всеки клиент, в който има пълна поддръжка на протокола XMPP, може да се използва за достъп до която и да е мрежа, за която има транспортер, без нужда от допълнителен програмен код в самия клиент.

## XMPP клиенти

### „Чисти“ XMPP клиенти
(по азбучен ред)
- Akeni Jabber Client (междуплатформен, собственически)
- Cabber (междуплатформен, GPL)
- Chatopus (PalmOS, собственически)
- Exodus (Windows, GPL)
- Gabber (Linux/Unix, Gnome, GPL)
- Gajim (междуплатформен, GPL)
- Gossip (Linux/Unix, Gnome, GPL)
- Gush (Linux/Mac OS X/Windows, Creative Commons)
- Imcom (междуплатформен, GPL)
- Iruka (междуплатформен, GPL)
- JabberFoX (Mac OS X, BSD лиценз)
- Я.Онлайн (междуплатформен, GPL)
- Jabberzilla (междуплатформен, MPL/GPL/LGPL)
- Jabber Messenger (Windows, собственически)
- Jabber WindowGram Client ((Mac OS X, Linux/Unix, GPL)
- JAJC (Windows, собственически, но безплатен за употреба)
- JBother (Java, GPL)
- Jeti (Java, GPL)
- Jeti/2 (Java, eComStaton OS/2, GPL)
- Neos (Windows, собственически)
- Nitro (Mac OS X, GPL)
- Pandion (Windows, собственически)
- Psi (междуплатформен, GPL)
- sjabber (междуплатформен, GPL)
- Spark (междуплатформен, GPL)
- The Coccinella (Windows, Mac OS X, Linux/Unix, GPL)
- Tkabber (междуплатформен, GPL)
- Whisper IM (Java, Creative Commons)

### Многопротоколни клиенти с поддръжка на XMPP
(по азбучен ред)
- Adium (Mac OS X, GPL)
- Bitlbee през IRC (междуплатформен, свободен)
- Centericq (междуплатформен, GPL)
- Fire (Mac OS X, GPL)
- Pidgin (Linux/Unix/Windows, GPL)
- Proteus (Mac OS X, собственически)
- qutIM (Linux/Unix/BSD/Windows/Mac OS X, GPL)
- Kopete (Linux/Unix, GPL)
- Miranda IM (Windows, GPL)
- SIM (Linux/Windows, GPL)
- Trillian Pro (Windows, собственически) през приставка
- iChat (Mac OS X v10.4 само за Tiger, собственически)

## XMPP сървъри
(по азбучен ред)
- Antepo OPN (междуплатформен, комерсиален)
- chime (междуплатформен, GPL)
- ejabberd (междуплатформен, GPL)
- Jabber XCP (Linux, Solaris, Microsoft Windows, комерсиален)
- jabberd (междуплатформен, GPL)
- jabberd2 (междуплатформен, GPL)
- Openfire (междуплатформен, GPL)
- Merak IM (Microsoft Windows, комерсиален)
- Tigase (междуплатформен, GPL)

## Местни XMPP общности
На някои места в света са се заформили общности, чиято цел е подобряването и разпространението на XMPP до крайния потребител. Смята се, че тъй като XMPP е свободен протокол, той е по-правилният начин да се разговаря през мрежата. Всички други протоколи или са много остарели (IRC), или са собственически и не са стандарти на IETF (AIM, ICQ, MSN Messenger, Yahoo Messenger), и съответно не е гарантирано нито бъдещото им развитие, нито включването на нужни на потребителите характеристики.
In a few places around the world, communities have evolved where the main focus is advocating XMPP and bringing XMPP closer to the end user. Usually services are offered, such as a XMPP server, a web portal to assist users with signing up to XMPP and forums.
Някои примери за местни XMPP общности:
- Jabber Australia
- Jabber Africa
- JabberES (Испания)
- JabberPL (Полша)

## Примерен обмен между клиент и сървър
Клиентът (пижо) се свързва в XMPP сървъра (jabber.minus273.org, на TCP порт 5222), изпраща съобщение (Относно: „проба-проба“ и Съдържание: „проба едно-две-три“) до друг клиент (пенда) и излиза.
пижо:
```
<?xml version="1.0"?>
<stream:stream xmlns:stream=
„http://etherx.jabber.org/streams“

xmlns="jabber:client" to="jabber.minus273.org">
```

jabber.minus273.org:
```
<stream:stream xmlns='jabber:client'
xmlns:stream=
'http://etherx.jabber.org/streams'
 from='jabber.minus273.org'
id='1461777714'>
```

пижо:
```
<iq type="set" id="auth_2" to="jabber.minus273.org" >
  <query xmlns="jabber:iq:auth">
    <username>pizo</username>
    <password>mypassword</password>
    <resource>В офиса</resource>
   </query>
</iq>
```

jabber.minus273.org:
```
<iq from="jabber.minus273.org" id='auth_2' type='result'/>
```

пижо:
```
<message to="penda@example.com" >
  <subject>проба-проба</subject>
  <body>проба едно-две-три</body>
</message>
<presence type="unavailable" >
  <status>Logged out</status>
</presence>
</stream:stream>
```

jabber.minus273.org:
```
</stream:stream>
```